# Eddie Johnson (fodboldspiller fra USA)
 For alternative betydninger, se Eddie Johnson. (Se også artikler, som begynder med Eddie Johnson)
Edward Abraham Johnson også kaldt Eddie Johnson (født 31. marts 1984) er en amerikansk tidligere fodboldspiller.

## Spillerkarriere

### FC Dallas
Da Johnson blev drafted til den amerikanske Major Soccer League og FC Dallas tilbage i 2001 og blev med sine 17 år en af de yngste spillere nogensinde til at opnå denne bedrift. Sine indledende år i Dallas blev ikke en udpræget succes for unge Johnson, der havde svært ved at indfri forventningerne. Men i slutningen af 2003 fik Johnson sit endelige gennembrud, da han blev topscorer ved FIFA World Youth Championship i de Forenede Arabiske Emirater og det næste år skulle vise sig at blive en stor successpiral for angriberen.
I oktober 2004 fik Johnson sin første landskamp i en FIFA World Cup kvalifikationskamp mod El Salvador, hvori han også scorede sit første landskampsmål. Den amerikanske angriber scorede yderligere seks mål i de næste seks kvalifikationskampe, deriblandt et 17-minutters hattrick mod Panama fire dage efter debut'en mod El Salvador.

### Kansas City Wizards
Efter at have afvist et rekordbud på 5 millioner dollars fra S.L. Benfica i 2005, blev Johnson i 2006 traded fra Dallas til Kansas City Wizards, hvor han efter lidt tilvænning fik stor succes i 2007 MLS sæsonen. Inden da var et skifte til spanske Real Sociedad gået i vasken, da ejerne af Wizards ikke ville lade Johnson forlade klubben.

### Fulham F.C.
Efter at have afvist et bud fra Derby County i 2007, skiftede Johnson i 2008 MLS ud med den engelske Premier League, da han tog turen over Atlanten til Fulham F.C.. Her opnåede den kraftfulde angriber kun seks kampe før han blev afskibbet til Cardiff City på lån. Under sit ophold hos Fulham viste den unge angriber lovende takter uden dog for alvor at overbevise Fulhams fans. Efter lejeopholdet hos Cardiff, var Eddie Johnson i kort tid en fast bestanddel af førsteholdstruppen, men blev dog kun brugt som indskifter grundet stor konkurrence i angrebet. Han blev i januar 2010 udlejet til græske Aris Thessaloniki.

### Cardiff City
Efter at være ankommet til Cardiff City gik Johnson helt i stå målmæssigt og han blev hurtigt ganske upopulær blandt Cardiffs fans grundet måltørken. Dette ændrede sig dog efterhånden, da Johnson praktisk taget blev kult for ikke at score mål. Endnu mere populær blev Johnson, da han, den 7. marts, 2009, scorede sit første mål for klubben mod Doncaster efter 21 målløse kampe. Johnsons kultstatus blev yderligere understreget, da over 1000 medlemmer meldte sig ind i gruppen 'I saw Eddie Johnson score' på Facebook.

### Aris Thessaloniki
Johnson lod sig udleje for resten af sæsonen til Aris Thessaloniki fra den bedste græske række i januar 2010.

### Preston
I januar 2011 blev Johnson udlejet til Preston, hvor han heller ikke har fundet målformen.

### Seattle Sounders FC
Den 17. februar 2012 skiftede Johnson til Seattle Sounders FC. 